# Malmö–Simrishamns Järnvägar
| Unknown BSicon "exKBHFa-L" | Unknown BSicon "BHF-R" |  |

| Unknown BSicon "LSTR" |

| Unknown BSicon "eBHF" |

| Unknown BSicon "exLSTR" |

| Unknown BSicon "exBHF" |

| Unknown BSicon "exABZgl" | Unknown BSicon "exSTRq" | Unknown BSicon "exSTR+r" |

| Unknown BSicon "exLSTR" |  | Unknown BSicon "exBHF" |

| Unknown BSicon "exLSTR" |  | Unknown BSicon "exBHF" |

| Unknown BSicon "exLSTR" |  | Unknown BSicon "exHST" |

| Unknown BSicon "exLSTR" |  | Unknown BSicon "exHST" |

| Unknown BSicon "exLSTR" |  | Unknown BSicon "exABZg+l" |

| Unknown BSicon "exLSTR" |  | Unknown BSicon "exABZg+l" |

| Unknown BSicon "exLSTR" |  | Unknown BSicon "exBHF" |

| Unknown BSicon "exABZg+l" | Unknown BSicon "exLSTRq" | Unknown BSicon "exABZgr" |

| Unknown BSicon "exBHF" |  | Unknown BSicon "exSTR" |

| Unknown BSicon "exLSTR" |  | Unknown BSicon "exHST" |

| Unknown BSicon "exLSTR" |  | Unknown BSicon "exBHF" |

| Unknown BSicon "exLSTR" |  | Unknown BSicon "exABZg+l" |

| Unknown BSicon "exLSTR" |  | Unknown BSicon "exBHF" |

| Unknown BSicon "exABZg+l" | Unknown BSicon "exLSTRq" | Unknown BSicon "exSTRr" |

| Station on track |

| Unknown BSicon "LSTR" |

| Station on track |

| Unknown BSicon "LSTR" |

| Unknown BSicon "KBHFxe" |

| Unknown BSicon "exKBHFa-L" | Unknown BSicon "BHF-R" |  |

| Unknown BSicon "LSTR" |

| Unknown BSicon "eBHF" |

| Unknown BSicon "exLSTR" |

| Unknown BSicon "exBHF" |

| Unknown BSicon "exABZgl" | Unknown BSicon "exSTRq" | Unknown BSicon "exSTR+r" |

| Unknown BSicon "exLSTR" |  | Unknown BSicon "exBHF" |

| Unknown BSicon "exLSTR" |  | Unknown BSicon "exBHF" |

| Unknown BSicon "exLSTR" |  | Unknown BSicon "exHST" |

| Unknown BSicon "exLSTR" |  | Unknown BSicon "exHST" |

| Unknown BSicon "exLSTR" |  | Unknown BSicon "exABZg+l" |

| Unknown BSicon "exLSTR" |  | Unknown BSicon "exABZg+l" |

| Unknown BSicon "exLSTR" |  | Unknown BSicon "exBHF" |

| Unknown BSicon "exABZg+l" | Unknown BSicon "exLSTRq" | Unknown BSicon "exABZgr" |

| Unknown BSicon "exBHF" |  | Unknown BSicon "exSTR" |

| Unknown BSicon "exLSTR" |  | Unknown BSicon "exHST" |

| Unknown BSicon "exLSTR" |  | Unknown BSicon "exBHF" |

| Unknown BSicon "exLSTR" |  | Unknown BSicon "exABZg+l" |

| Unknown BSicon "exLSTR" |  | Unknown BSicon "exBHF" |

| Unknown BSicon "exABZg+l" | Unknown BSicon "exLSTRq" | Unknown BSicon "exSTRr" |

| Station on track |

| Unknown BSicon "LSTR" |

| Station on track |

| Unknown BSicon "LSTR" |

| Unknown BSicon "KBHFxe" |

Malmö–Simrishamns Järnvägar (MSJ) bildades 1896 som Malmö–Simrishamns Järnväg genom sammanslagning av Malmö–Tomelilla Järnväg (MöToJ) och Simrishamn–Tomelilla Järnväg (CTJ). Det ägande bolaget behöll dock namnet Malmö–Tomelilla Järnvägs AB.

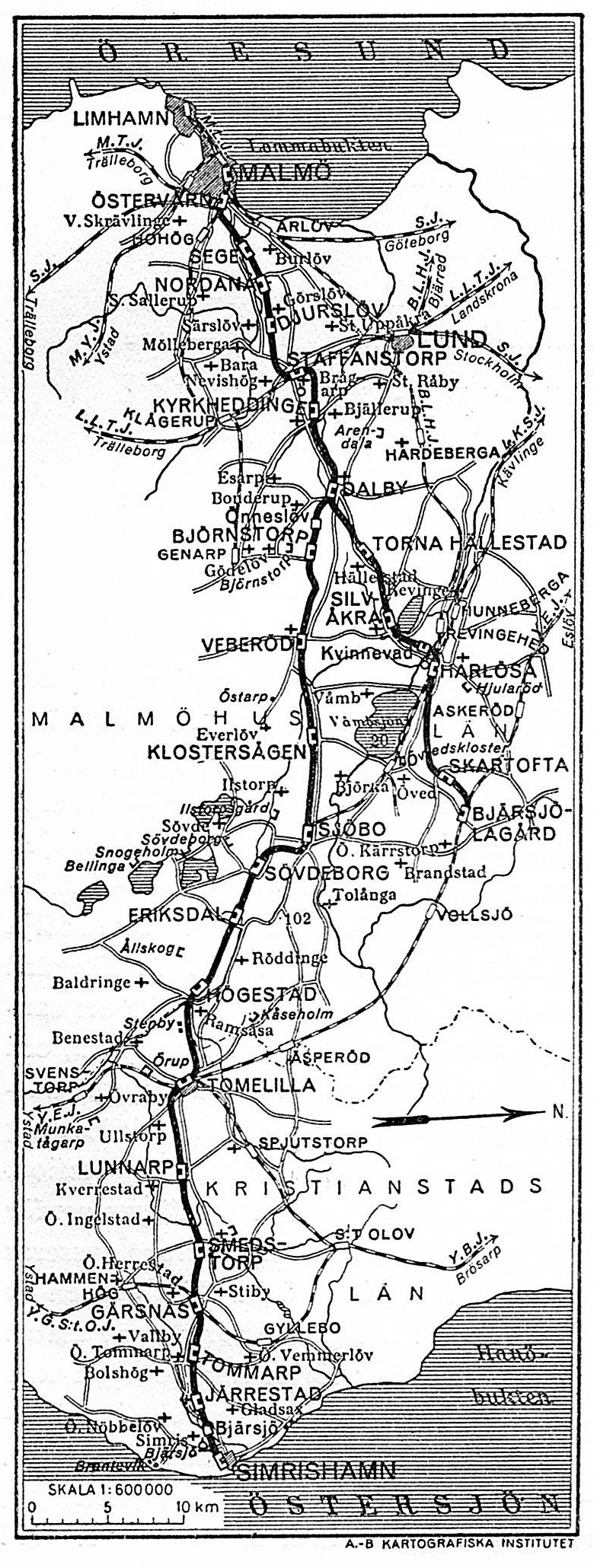
MSJ. Karta 1926.

Banan sträckte sig från Malmö via Staffanstorp–Dalby–Sjöbo–Tomelilla till Simrishamn. År 1910 ändrades namnet till Malmö–Simrishamns Järnvägar i samband med att byggandet av en sidolinje från Dalby via Harlösa till Bjärsjölagård påbörjats, vilken färdigställdes 1911. Sträckan Dalby–Skartofta öppnades för trafik i oktober 1910 och sträckan Skartofta–Bjärsjölagård i september 1911. Sidolinjens längd var 25,4 km. 
MSJ förstatligades 1943 och persontrafiken Dalby–Bjärsjölagård nedlades 1955, medan godstrafiken Dalby–Harlösa fortsatte intill 1982 (formellt nedlagd 1983). År 1970 nedlades persontrafiken på sträckan Malmö–Tomelilla, varefter följde en successiv nedläggning av godstrafiken och upprivning av rälsen. Den så kallade Staffanstorpsbanan mellan Malmö och Staffanstorp finns ännu kvar, likaså sträckan Önneslöv-Klostersågen, samt Fyledalen-Tomelilla inom Tomelilla och Ystads kommun. På senare år har man diskuterat ett återupptagande av persontrafiken på denna sträcka, en återuppbyggnad av linjen till Dalby och eventuellt ända till Tomelilla. 